# Toni Seven
Toni Seven (eigentlich June Elizabeth Millarde; * 29. Juni 1922 in New York City; † 21. Mai 1991 in Gaithersburg, Maryland) war eine US-amerikanische Schauspielerin und Model. Bekanntheit erlangte sie vor allem durch Pin-ups während des Zweiten Weltkriegs sowie durch ihr von der Presse begleitetes Privatleben.

## Leben
June Millarde war das einzige Kind der Schauspielerin June Caprice und des Regisseurs Harry F. Millarde. Im Alter von neun Jahren verlor sie ihren Vater, mit vierzehn Jahren ihre Mutter. Laut einem Bericht des Time-Magazine aus dem Jahr 1949 erbte Millarde durch den Tod ihrer Eltern ein Vermögen von etwa drei Millionen US-Dollar. Sie wuchs fortan bei ihren Großeltern in Long Island auf. Dort besuchte sie die Schule in Great Neck.
1942 begann Millarde mit einer Statistenrolle in Mit dir ins Glück ihre kurze Laufbahn als Schauspielerin. Insgesamt wirkte sie in fünf Filmen mit, darunter ebenfalls 1942 in Yankee Doodle Dandy. Hierbei handelte es sich jedoch ausschließlich um Statisten- oder kleine Nebenrollen. Nachdem ein Durchbruch in der Filmbranche gescheitert war, beendete Millarde 1944 ihre Schauspielkarriere nach nur zwei Jahren.
Während des Zweiten Weltkriegs war Millarde ehrenamtlich in der Hollywood Canteen tätig. Im Juni 1944 änderte sie ihren Namen in Toni Seven (von ihr selbst Toni 7 geschrieben). Den Namen hatte ihr der Werbeberater Russ Birdwell vorgeschlagen, den sie zur Förderung ihrer Karriere engagierte. Seven wurde zu einem Casting beim Filmproduzenten Hunt Stromberg eingeladen, jedoch scheiterte auch dieser zweite Versuch einer Karriere in Hollywood. Zur gleichen Zeit wurde Seven zu einem beliebten Thema für die Klatschpresse. Sie war für zahlreiche Affären mit wichtigen Persönlichkeiten der Unterhaltungsbranche und der Politik bekannt. So hatte sie im März 1943 ein kurzlebiges Verhältnis mit Errol Flynn.
Statt einer Laufbahn als Schauspielerin begann Toni Seven eine erfolgreiche Karriere als Fotomodell. So wurden Pin-ups von ihr während des Krieges in zahlreichen Zeitschriften der United States Army abgedruckt. Im August 1944 erhielt sie so angeblich wöchentlich 500 Zuschriften von Fans. Am 26. November 1944 waren ihre Fotos Teil der ersten Pin-up-Ausstellung in der Vereinigten Staaten. An der Veranstaltung nahmen neben Seven auch Stars wie Jane Russell und Martha Tilton teil.
1946 plante der Theaterproduzent W. Horace Schmidlapp ein Revival des Stücks Accent On Youth von Samson Raphaelson am Broadway. Die Hauptrolle sollte hierbei Toni Seven übernehmen. Diese zog hierfür von ihrem bisherigen Wohnort im Benedict Canyon nahe Los Angeles nach New York City. Der Versuch einer Theaterkarriere misslang jedoch, da das Revival nie realisiert wurde.
Im Januar 1949 hatte Toni Seven eine von der Presse viel beachtete Affäre mit dem US-Senator Warren G. Magnuson. Diese dauerte von 1948 bis 1953 an. Seven begleitete den Senator in dieser Zeit bei Dienstreisen offiziell als persönliche Hostess. Nachdem diese Beziehung geendet hatte, hatte sie weitere, kurzlebige Affären. 1959 nahm Seven wieder ihren Geburtsnamen June Millarde an. Im selben Jahr heiratete sie Eric Stanley aus Washington, D.C.
Ihre letzten Lebensjahre verbrachte June Millarde zurückgezogen von der Öffentlichkeit. Sie starb am 21. Mai 1991 im Alter von 68 Jahren in Gaithersburg. Ihr Grab befindet sich im Freedom Mausoleum auf dem Forest Lawn Memorial Park in Glendale.

## Filmografie
- 1942: Mit dir ins Glück (We Were Dancing)
- 1942: Yankee Doodle Dandy
- 1942: Wings for the Eagle
- 1944: Ladies Courageous
- 1944: Pinky und Curly